# 새문길 문화축제
새문길 문화축제는 서울역사박물관을 중심으로 광화문, 신문로, 정동 일대의 박물관 미술관 및 20여개의 문화기관들이 함께하는 축제이다.
 본 문서에는 서울특별시에서 지식공유 프로젝트를 통해 퍼블릭 도메인으로 공개한 저작물을 기초로 작성된 내용이 포함되어 있습니다.